# 바다 냄새 나는 여인
《바다 냄새 나는 여인》(영어: Salt on Our Skin)은 캐나다, 프랑스, 독일에서 제작된 앤드루 버킨 감독의 1992년 에로 로맨틱 드라마 영화이다. 그레타 스카키, 빈센트 도노프리오 등이 출연하였고, 베른트 아이힝거 등이 제작에 참여하였다.

## 출연진
- 그레타 스카키
- 빈센트 도노프리오
- 셜리 헨더슨
- 클로딘 오제
- 한스 치슐러
- 샤를 베를링

## 기타 제작진
- 의상: 카트린 르테리에

## 홈 미디어
이 영화는 지역 코드 2 DVD로 구매 가능하다.